# L'Essayeur des anneaux

L'Essayeur des anneaux est un collectif de bande dessinée humoristique publié en 2003 par Delcourt dans sa collection « Humour de rire »  (ISBN 2-84789-329-6).
Selon Fabien Tillon de Bodoï, ces récits courts parodiant l'univers du Seigneur des Anneaux sont souvent « décevants ».

### Documentation
- Fabien Tillon, « Maillons faibles », BoDoï, no 68,‎ novembre 2003, p. 20.